# Hyperplatys pichinchensis
Hyperplatys pichinchensis es una especie de escarabajo longicornio del género Hyperplatys, tribu Acanthocinini, subfamilia Lamiinae. Fue descrita científicamente por Nascimento, Santos-Silva & McClarin en 2020.
El período de vuelo de la especie se presenta durante el mes de julio.

## Descripción
Mide 6,05 milímetros de longitud.

## Distribución
Se distribuye por Ecuador.